# П'явка аптечна
П'явка аптечна (Hirudo verbana) — вид п'явок з родини Hirudinidae. Використовується в медицині: є джерелом цінного препарату — гірудину. Розмножується у неволі в напівпромислових умовах.

## Морфологічні ознаки
Тіло сплющене, до переду звужується. Поверхня тіла вкрита маленькими сосочками. Забарвлення з характерним малюнком з оранжевих з нерівними краями та темних смужок. Черевна сторона тіла з темними плямами. Довжина тіла 100–140 мм. Ширина близько 20 мм.

## Поширення
Східне Середземномор'я, Балкани, Молдова, Краснодарський край (Росія) та Вірменія, південь України.

## Особливості біології
Ставки, водойми, що періодично пересихають, заплавні водойми, невеликі озера, річки з повільною течією. Існуванню виду сприяють наявність у водоймі жаб та відвідування його великими ссавцями (великою рогатою худобою та конями); відсутність ворогів — хижої великої псевдокінської п'явки Haemopis sanguisuga; наявність сприятливої для відкладання коконів узбережної смуги; достатнє прогрівання води.

## Загрози та охорона
Загрози: масовий вилов, забруднення і знищення водойм, меліоративні заходи.